# Porto de Phnom Penh
O Porto de Phnom Penh é um porto fluvial tradicional. Localiza-se em Phnom Penh, capital do Camboja. É acessível a embarcações do Mar da China Meridional, através do Vietname. O porto está situado no rio Tonle Sap a 4 quilômetros desde a sua junção com o rio Mekong. Embarcações de até 2.000 DWT podem usar o porto sem dificuldade, e a partir de 5.000 DWT pode usá-lo em marés favoráveis. O porto recebe até 150 navios por ano, incluindo três navios de carga oriundos de Singapura.